# Jean-René Jérôme
Jean-René Jérôme est un peintre et sculpteur haïtien né à Petit-Goâve le 17 mars 1942 et mort le 1er mars 1991.

## Biographie
Jean-René Jérôme est né à Petit-Goâve en 1942 et a déménagé à Port-Au-Prince où il a fréquenté le  Petit Séminaire Collège St-Martial" et plus tard le "Collège Moderne". Sa famille fait partie de l'élite de la société haïtienne, ce qui lui a permis de se livrer à une variété d'activités artistiques qui l'intéressaient comme la danse, le théâtre, le dessin, le chant et la peinture. Il a pu étudier le dessin et la peinture à l' École des Beaux-Arts.
En 1965, il remporte le premier prix au concours du Salon Esso. Il a décidé, par la suite, de se consacrer entièrement à la peinture et ouvre un atelier à Port-au-Prince en 1968. Jérôme est surtout connu pour l'originalité de ses peintures, en particulier celles de femmes nues. Il a reçu une bourse d'art du gouvernement américain en 1970 et est resté quatre mois aux États-Unis, étudiant et travaillant avec Bernard Séjourne. En 1973, il revient en Haïti et enseigne à l'École des Beaux-Arts. Il fonde l'École de Beauté avec Bernard Séjourne, Jean-Claude Legagneur et Philippe Dodard.
En 1985, il fonde les «Ateliers Jérôme» où sont exposées ses propres peintures et autres œuvres d'artistes. Chef de file du courant  École de la Beauté. Ses œuvres ont été aussi exposées dans des pays tels que le Canada, le Brésil, le Sénégal, les États-Unis, la Martinique, l'Amérique latine, la République dominicaine, l'Europe et Haïti. Jean-René Jérôme est décédé en 1991. Des illustrations de sa peinture peuvent être vues dans le livre de Selden Rodman «Where Art is Joy », le livre d’ Eva Pataki , «Haitian Painting » et le livre de Gerald Alexis, «Peintres Haïtiens ».
Il fait partie de la période "Indigéniste" des arts haïtiens. De manière nuancée, ses approches sont faites de l’abstraction et orientées vers le lyrisme. Dans les œuvres produites par Jérôme, la procédure de reconnaissance est impossible, le spectateur n’ayant plus aucun repère. Il peint des « pakets kongos » comme nombreux de ses contemporains, dans une série de petits tableaux, dans lesquels on peut remarquer l’importance qu’a pour lui la relation motif/espace.

## Distinction
- 1965 : Premier prix au concours du Salon Esso.